# Joseph Stein
Joseph Stein (30 de maio de 1912 - 24 de outubro de 2010) foi um dramaturgo norte-americano mais conhecido por escrever musicais como Violino no Telhado e Zorba.